# Schlacht von Ichi-no-Tani
Die Schlacht von Ichi-no-Tani (jap. 一ノ谷の戦い, Ichi-no-tani no tatakai) fand am 8. März 1184 während des Genpei-Krieges zwischen den Taira und den Minamoto statt. Sie endete mit dem Sieg der Minamoto.

## Verlauf
Die Schlacht fand bei einer Festung der Taira namens Ichi-no-Tani, westlich vom heutigen Kōbe, statt. Die Festung befand sich auf einem schmalen Landstreifen an der Küste, zwischen Bergen im Norden und dem Meer im Süden. Ihre Lage erschwerte den Angriff auf die Festung, aber behinderte ebenso die Manöver der Verteidiger.
Minamoto no Yoshitsune teilte seine Kräfte in drei Gruppen. Die Gruppe des Minamoto no Noriyori griff die Taira beim Ikuta-Schrein im Wald etwas weiter östlich an. Eine zweite Gruppe von nicht mehr als 100 Reitern ritt ins Gebirge und sah auf die Festung von Norden herab, während der Rest mit Minamoto no Yoshitsune vom Westen entlang der Küste angriff.
Zur vereinbarten Stunde griffen alle drei Gruppen an, schlossen die Festung ein und steckten sie in Brand. Viele der Taira-Krieger flohen zu ihren Schiffen und setzten nach Yashima über, aber Taira no Tadanori wurde getötet und Taira no Shigehira gefangen genommen.
Ichi-no-Tani ist eine der berühmtesten Schlachten im Genpei-Krieg, hauptsächlich wegen der Einzelkämpfe, die in ihrem Rahmen stattfanden. Musashibō Benkei, einer der berühmtesten Sōhei (Kriegermönche), kämpfte hier auf der Seite der Minamoto. Ebenso nahmen viele der prominenten Krieger der Taira an der Schlacht teil. Der Tod des 16 Jahre alten Taira no Atsumori durch Kumagai Naozane (1141–1208) ist eine sehr bekannte Passage im Heike Monogatari. Es wurde oft in Noh- und Kabukistücken dramatisiert. Der Tod von Atsumori ist einer der bekanntesten Einzelkämpfe in der Geschichte Japans.
Die Schlacht von Ichi-no-Tani ist auch das letzte Ereignis, für das die Verwendung der Armbrust bei japanischen Belagerungen überliefert ist.